# مقاطعة كيب غيراردو (ميزوري)
مقاطعة كيب غيراردو (بالإنجليزية: Cape Girardeau County)‏ هي إحدى المقاطعات في ولاية ميزوري في الولايات المتحدة الأمريكية.

## أعلام
- فرانكلين كانون
- تيري جونز